# Mateusz Morawiecki
Mateusz Jakub Morawiecki, född 20 juni 1968 i Wrocław, är en polsk ekonom, universitetslektor och politiker. Från 11 december 2017 till 13 december 2023  var han Polens regeringschef. I Beata Szydłos regering var Morawiecki finansminister mellan åren 2016 och 2018. Åren 2007–2015 var han ordförande för Bank Zachodni WBK.
Morawiecki är son till den radikale oppositionspolitikern Kornel Morawiecki. Efter att ha avslutat gymnasiet 1987 började han studera historia vid universitetet i Wrocław. Under studietiden deltog han i demonstrationer mot den kommunistiska regimen.
Han studerade sedan ekonomi och avlade 1995 en masterexamen i företagsekonomi (MBA) vid samma lärosäte. Han har även en masterexamen (M.A.) i EU-rätt från universitetet i Basel samt studerat europeisk integration vid universitetet i Hamburg. Åren 1996–2004 arbetade han som universitetslektor vid universitetet i Wrocław.